# Ichneumia albicauda
La mangusta dalla coda bianca (Ichneumia albicauda Cuvier, 1829) è un mammifero carnivoro della famiglia Herpestidae, diffuso nell'Africa subsahariana e in parte della penisola arabica. È l'unica specie del genere Ichneumia.

## Etimologia
La parola Ichneumia, deriva dal greco «ichneumon», che significa «cercatore di tracce». Il nome della specie, «albicauda», deriva dalle parole latine «albus», che significa «bianco», e «cauda», che significa «coda».

## Descrizione
È una mangusta di relativamente notevoli dimensioni: raggiunge un peso compreso fra 2,9-4,2 kg, ha una lunghezza testa-corpo di 53-71 cm e una coda lunga 40-47 cm. Le zampe sono relativamente lunghe per una mangusta. La testa è molto lunga e stretta e si assottiglia in punta. Le orecchie sono grandi e arrotondate. Ha una colorazione dal giallo al marrone chiaro, con lunghi peli neri, che le conferiscono un aspetto grigio brizzolato. Le gambe e le braccia sono nere dal gomito/ginocchio in giù. La base della grande coda folta è di colore giallo brunastro, tendente al bianco nella seconda metà. Le femmine hanno quattro capezzoli.

## Distribuzione e habitat
L'areale di questa specie comprende gran parte dell'Africa subsahariana, con l'eccezione del bacino del fiume Congo dove è assente, e la parte meridionale della penisola arabica (Oman, Arabia Saudita e Yemen).

Vive nella savana e nelle aree boschive.